# Stenalcidia farinosa
Stenalcidia farinosa là một loài bướm đêm trong họ Geometridae.